# Javier Hernández Balcázar
Javier „Chicharito” Hernández Balcázar (Guadalajara, 1988. június 1. –) a mexikói labdarúgó-válogatott történetének legeredményesebb góllövője: 109 válogatott mérkőzésen 52 gólt szerzett, a Guadalajara játékosa. Korábban a Manchester United, a Real Madrid, a Sevilla és a LA Galaxy színeiben is szerepelt. A Chicharito (Borsócska, Kicsi Borsó) becenevet apja, Javier Hernández Gutiérrez után ragasztották rá, akit zöld szemei miatt Chícharónak, azaz Borsónak hívtak társai. Apján kívül a családból a nagyapa, Tomás Balcázar is labdarúgó volt.
2006-ban mutatkozott be, 18 évesen, a Guadalajara játékosaként, amelyik csapattal megnyerte a mexikói bajnokságot. 2010-ben leszerződtette a Manchester United, mint a klub első mexikói játékosa. Az itt eltöltött öt éve alatt több, mint 150 pályára lépése volt és 59 gólt szerzett. Kétszer is megnyerte az angol bajnokságot, ezüstérmes lett a Bajnokok ligájában és a Premier League történetének ötödik legjobb gól/perc aránnyal rendelkezik, minden 130,2. percben gólt szerzett. 2014-ben kölcsönben a Real Madrid játékosa lett, majd 2015-ben leszerződtette a Bayer Leverkusen. Két évvel később visszatért Angliába a West Ham United színeiben. 2019-ben a Sevilla játékosa lett, mielőtt lehagyta volna Európát, hogy az LA Galaxy színeiben szerepeljen.
2009 szeptemberében mutatkozott be a mexikói válogatottban, Kolumbia ellen. A válogatott keretében volt a 2010-es, a 2014-es és 2018-as világbajnokságon, a 2011-es CONCACAF-aranykupán, a 2013-as és a 2017-es konföderációs kupán, illetve a 2016-os Copa Américán. A 2011-es aranykupa gólkirály volt hét góllal és a torna legjobbjának választották.

## Pályafutása

### Chivas de Guadalajara
Hernández kilencéves korában, 1997-ben került a CD Guadalajara ificsapatához. 2005-ben került az alacsonyabb osztályban szereplő tartalékcsapathoz, ahol végigjátszotta az idényt. A nagy csapatban 2006-ban mutatkozott be, egy Necaxa elleni meccsen 3–0-ás vezetésnél állt be Omar Bravo helyére a 82. percben, majd öt perccel később ő is betalált. Több gólt nem szerzett az idény során. A 2007–2008-as szezonban hatszor lépett pályára, de nem lőtt gólt.
Az ezt követő idényekben azonban a csapat egyik leggólerősebb játékosa lett, ezzel több európai csapat figyelmét is felhívta magára. 2009 tavaszán 15 mérkőzésen négy gólja volt. 2009. őszén ő szerezte a legtöbb gólt a mexikói bajnokságban, 17 pályára lépése során 11 gólja volt. A 2010-es Torneo Bicentenario-t öt mérkőzésen nyolc góllal kezdte, a torna gólkirálya lett, 10 góllal, annak ellenére, hogy ki kellett hagynia öt meccset sérülés miatt. Megnyerte a torna legjobb csatára díjat is.

### Manchester United

#### 2010–2011-es szezon: első bajnoki cím Angliában

##### Előszezon és debütálás

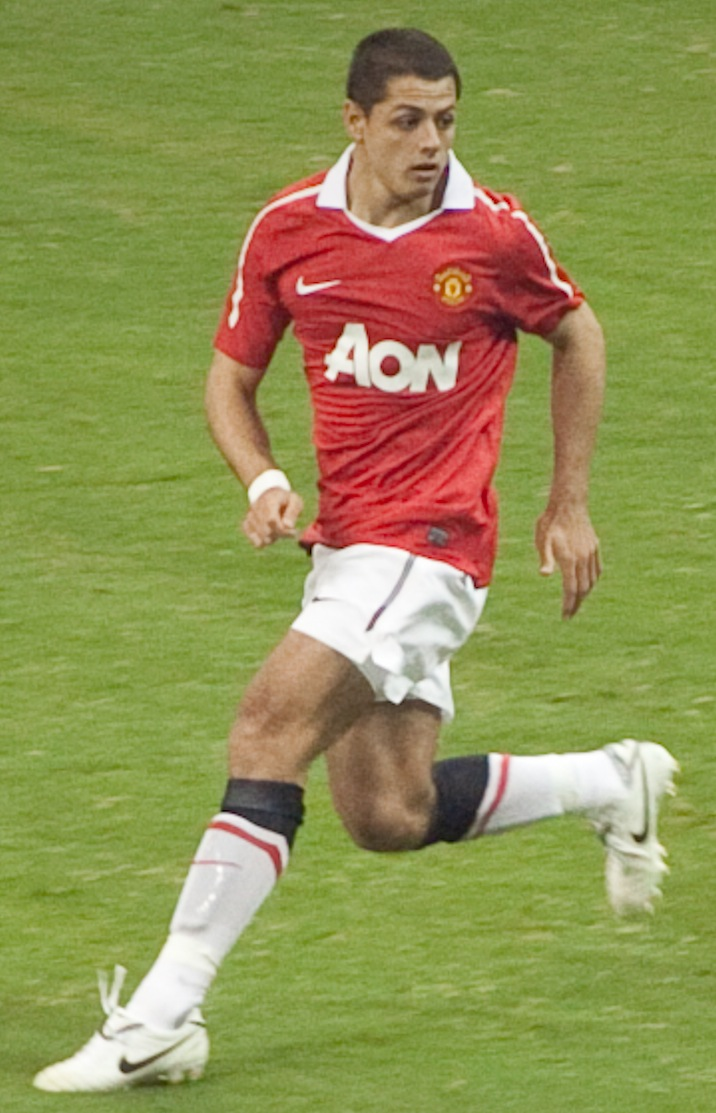
Az MLS All Stars csapat elleni felkészülési mérkőzésen

2010. április 8-án a Guadalajara és a Manchester United megegyezett a játékos átigazolásában. Azt nem hozták nyilvánosságra a csapatok, hogy az angolok mennyit fizettek Hernándezért (állítólag 7 millió font körüli összeget), de azt elárulták, hogy az üzlet részeként a United barátságos meccset játszik a Chivasszal az Estadio Chivas megnyitóján. Május 27-én Hernández megkapta a munkavállalási engedélyt az Egyesült Királyságban, így már semmi nem akadályozhatta meg abban, hogy június 1-jén csatlakozzon a manchesteriekhez. Első meccsét az Egyesült Államokban játszotta egy felkészülési meccsen, az ottani bajnokság, az MLS All Star-jai ellen. A 62. percben lépett pályára, majd a 84. percben meg is szerezte manchesteri pályafutása első gólját. Az első United-es tétmérkőzésén is lőtt gólt. A Chelsea elleni szuperkupadöntőn, a félidőben csereként beállva szerzett érdekes találatot (Antonio Valencia beadását a saját fejére rúgta, onnan pattant a hálóba a labda). A meccset a Vörös Ördögök nyerték 3–1-re és Hernández megszerezte élete első trófeáját United-mezben.

##### Premier League

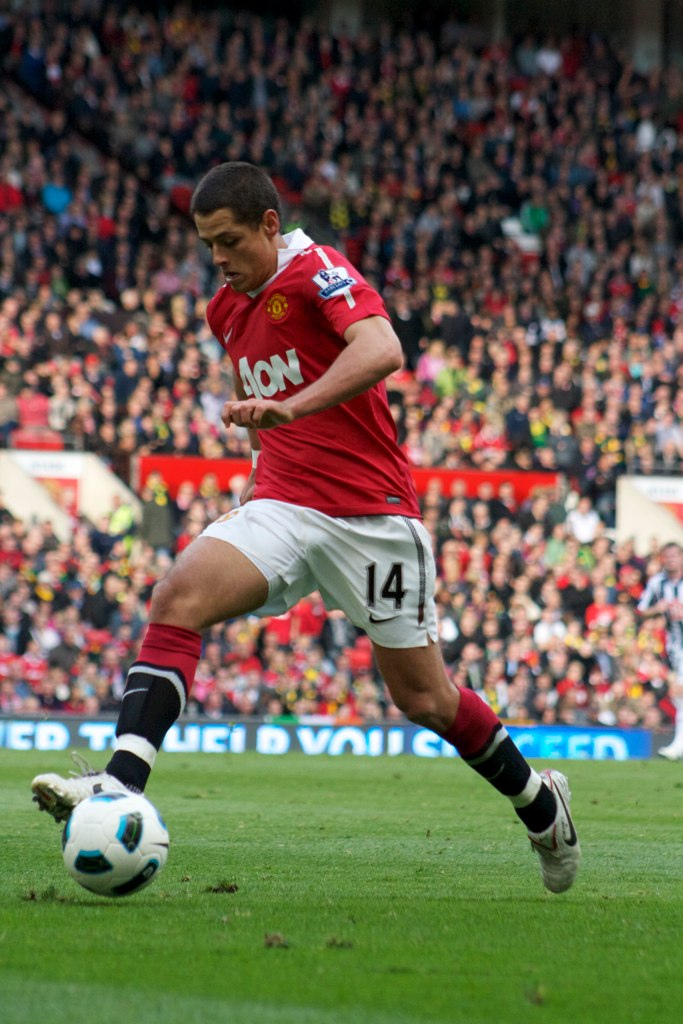
2010-ben, a Manchester United színeiben, az Old Traffordon

Első bajnoki góljára 2011. október 16-án a 8. fordulóban került sort a West Bromwich Albion otthonában rendezett mérkőzésen.
Wayne Rooney sérüléssel és formahanyatlással küszködött, így Hernández többször bekerült Sir Alex Ferguson kezdőcsapatába. A 9. fordulóban két fontos gólt lőtt a Stoke Citynek a Britannia Stadiumban. Rooney visszatérésével ismét háttérbe szorult Berbatov mellett, de csereként így is több fontos gólt szerzett.
Mindössze öt hónap kellett neki, hogy a Premier League történetének legsikeresebb gólszerzője legyen. A szezon második felében remek teljesítménye miatt egyre több lehetőséget kapott és ismét sokszor kezdőként számított rá Ferguson. A gólgyártással nem állt le: a drámai 3–2-es Blackpool elleni mérkőzésen egyenlítő gólt szerzett, a 26. fordulóban duplázott a Wigan otthonában, szépített a csereként beállva az Anfielden és ő egy gólt szerzett a West Ham United ellen a 4–2-es fordítás alkalmával.
Április vége felé a szezon a hajrájához érkezett. A csapat a tabella élen volt már egészen november óta, de egyre jobban közeledett a Chelsea, míg az Arsenal úgy tűnt hogy kiszáll a bajnoki címért folyó harcból. Április 23-án az Everton látogatott a manchesteriek otthonába. A találkozón úgy tűnt hogy lehetetlen bevenni Tim Howard kapuját, ám a mérkőzés 84. percében Antonio Valencia megpattanó beadását Hernández a kapu rövid oldalába fejelte, ezzel hatalmas lépést téve a bajnoki cím felé.
A 36. fordulójában létfontosságú találkozó következett, sokan a "Bajnoki Döntőnek" hívták a Chelsea elleni találkozót. A Kékek 3 ponttal a Vörös Ördögök mögött helyezkedtek el a tabellán, így egy esetleges vereség bekövetkeztével akár a vezetést is átvehették volna a londoniak. Hernández nem bízta a véletlenre, a 2011. május 28-ai találkozón rögtön az első percben Pak Csiszong sikeres kiugratása után Petr Čech kapuját könnyedén bevette. A mérkőzés 2–1-es manchesteri sikerrel zárult, Hernández a lefújást követően elsírta magát és innen már mindössze egyetlen pontra volt szükségük a hátralévő két mérkőzésen.
A következő fordulóban egy döntetlennel a Blackburn otthonában már behozhatatlan előnyre tett szert a csapat így a fiatal mexikói megszerezte élete első Premier League elsőségét.
A rekordot jelentő 19. címmel a Manchester United beérte a Liverpool gárdáját, amiben Hernández hatalmas szerepet vállalt a maga 13 góljával, parádés debütáló szezonon volt túl.

##### UEFA-bajnokok ligája
A csoportmérkőzések alatt mindössze egy gólt jegyzett négy mérkőzésen. A Valencia elleni idegenbeli mérkőzésen csereként beállva Federico Macheda passzát követően a 84. percben 0–0-s állásnál bal lábbal győztes gólt lőtt, ezzel megszerezve élete első gólját a Bajnokok Ligájában.
Az idény második felében rendre kiszorította a kezdőből csapattársát, Dimitar Berbatovot. Csapatát az Olimpique Marseille-el sorsolták össze az egyenes kieséses szakasz legjobb 16 csapata közt. Hernández a 0–0-s visszavágót követő Old Traffordon rendezett találkozón két gólt is szerzett, így továbblőtte csapatát a következő fordulóba. A legjobb nyolc között a Chelsea csapatával találkoztak. Az első mérkőzés a Stamford Bridge-en került megrendezésre, ahol Wayne Rooney góljával már 1–0-s előnyben várhatták a visszavágót a vörös ördögök. A visszavágóra április 12-én került sor az Old Traffordon. Hernández a félidő lefújása előtt Ryan Giggs passzát követően a kapuba talált, a végeredmény 2–1 lett a Manchester United javára. Hernándezt a döntőtől már csak két mérkőzés választotta el. Az elődöntőben a Schalke 04 csapatával mérkőztek meg. A manchesteri csapat a Gelsenkircheni odavágón meggyőző játékkal 2–0-s előnyre tettek szert a visszavágó előtt, a mérkőzésen Hernández több helyzetet elpuskázott, ám sikerült egy gyönyörű gólpasszt tálalnia Wayne Rooney elé. Az Álmok Színházában lezajlott mérkőzésen Sir Alex Ferguson pihentetés céljából egy gyengébb csapatot küldött fel a pályára, így Hernández nem jutott szóhoz. A Manchester United sima, 4–1-es arányban felül kerekedett a Schalkén, ezzel bejutva a döntőbe.
A döntőt május 28-án, a Barcelona ellen vívták a londoni Wembleyben. Hernández élete legnagyobb és legfontosabb mérkőzésének ígérkezett. Nagyszerű teljesítménye miatt nem volt nagy meglepetés, hogy a kezdőben kapott helyet, ám a mérkőzéshez nem sokat tudott hozzátenni, melyet végül a Barcelona fölényesen, 3–1-re megnyert.

##### FA- ésLigakupa
Az első Ligakupa meccsén rögtön kezdőként lépett pályára 2010. szeptember 22-én a Scunthorpe United stadionjában. A mérkőzés 5–2-es United-győzelmet hozott, ám Hernández nem sok vizet zavart a mérkőzésen.
2010. október 26-án, a Ligakupa 4. fordulójában a Wolverhampton ellen az utolsó 5 percben csereként beállt és egy gyönyörű csellel elfektette védőjét majd a kapuba lőtt a 90. percben, ezzel megnyerve a mérkőzést a csapatának.
Utolsó mérkőzése a kupában 2010. november 30-án a West Ham United ellen volt, melyen a Vörös Ördögök egy 4–0-s zakóval búcsúztak a sorozatból hatalmas meglepetésre.
Az FA-kupában január 9-én mutatkozott be a Liverpool ellen az Old Traffordon. A meccs 1–0-s United sikerrel zárult Ryan Giggs góljával.
Második mérkőzésére a 4. fordulóban került sor, a Southampton csapata fogadta a manchesterieket. A mérkőzést Hernández döntötte el a 75. percben. Giggs passzát váltotta gólra, így csapata 2–1-es sikerrel jutott a következő fordulóba.
Később még az Arsenal és a városi rivális Manchester City ellen kapott lehetőséget csereként, de ezeken a mérkőzéseken nem tudott maradandót alkotni. Majd végül az utóbbi ellen kiestek a kiírásból a Vörös Ördögök.

#### Kölcsön a Real Madridban
2014-től a Real Madridban játszott kölcsönben, a spanyol csapatnak volt lehetősége megvásárolni a mexikói játékost a szerződés lejártakor. Az Atlético elleni madridi derbin mutatkozott be szeptember 13-án, az utolsó 27 percre állt be. Szeptember 19-én megszerezte első két gólját is a Deportivo elleni mérkőzésen (8–2). Az április 22-i Atlético Madrid elleni UEFA-bajnokok ligája-meccsen győztes gólt szerzett. Négy nappal később duplázott a Celta de Vigo ellen.
Május 26-án visszatért Unitedbe, miután a Real Madrid úgy döntött, hogy nem veszi meg a játékost.

### Bayer Leverkusen
2015. augusztus 31-én a német első osztályban szereplő Bayer Leverkusen szerződtette 12 millió euróért, három évre írt alá. A 7-es mezt kapta. A Darmstadt ellen mutatkozott be szeptember 12-én, első Bundesliga-gólját a 6. fordulóban a Mainz ellen szerezte. A kezdeti nehézségek után október végére remek formába lendült, ezután 8 forduló alatt 10 gólt szerzett. Duplázott az Eintracht Frankfurt, és első mexikói játékosként a Bundesliga történetében triplázott a Mönchengladbach ellen. Ezzel párhuzamosan a Bajnokok ligája csoportkörében hat mérkőzésen 5 gólt lőtt, az AS Roma elleni őrült, 4–4-es találkozón duplázni tudott. A gyógyszergyáriak végül mégis csak a harmadik helyen zártak, így kiestek az Európa ligába, ahol a nyolcaddöntőig jutottak. A Bundesliga idényt végül 17 találattal (és 4 gólpasszal) zárta, mellyel negyedik lett a góllövőtáblázaton.

### Los Angeles Galaxy
2020. január 21-én aláírt  3 évre az amerikai Los Angeles Galaxy csapatához.

## Válogatott
Hernández tagja volt a 2007-es U20-as kanadai vb-n részt vevő mexikói csapatnak. 2009-ig volt U20-as válogatott.
2009. szeptember 30-án, egy Kolumbia elleni barátságos mérkőzésen mutatkozott be a Mexikói felnőtt válogatottban. A zöld mezesek végül 2-1-es vereséget szenvedtek. 2010. február 24-én két gólt szerzett Bolívia ellen, és adott egy gólpasszt is Braulio Lunának. Azóta már Új-Zéland, Észak-Korea és Hollandia ellen is betalált. Bekerült a mexikóiak 2010-es világbajnokságra készülő bő keretébe is.
Meg is kapta a lehetőséget a világbajnokságon, amit ki is használt. Először a franciák elleni meccsen szerezte meg a vezetést (amit aztán Mexikó 2-0 arányban megnyert), majd az Argentinok ellen talált be 3-0-s állást követően, megszerezve ezzel a szépítő találatot.
Mexikó felnőtt csapatával részt vett a 2011-es CONCACAF-aranykupán. A mexikói gárdát a döntőig vezette, a döntőt végül meg is nyerték 4-2-re az USA csapatával szemben. A torna gólkirályi címét a 6 meccsen szerzett 7 góljával ő érdemelte ki, valamint őt választották egyben a legértékesebb játékosnak is. A 2015-ös CONCACAF-aranykupán viszont nem szerepelhetett, mert az azt megelőző egyik (Honduras elleni) barátságos felkészülési mérkőzésen kulcscsonttörést szenvedett.

## Statisztikák

### Klubcsapatban
2022. augusztus 6.
| Csapat                   | Szezon           | Bajnokság                  | Bajnokság | Bajnokság | Kupa | Kupa  | Ligakupa | Ligakupa | Nemzetközi | Nemzetközi | Egyéb | Egyéb | Összesen | Összesen |
| Csapat                   | Szezon           | Osztály                    | M.        | Gólok     | M.   | Gólok | M.       | Gólok    | M.         | Gólok      | M.    | Gólok | M.       | Gólok    |
| ------------------------ | ---------------- | -------------------------- | --------- | --------- | ---- | ----- | -------- | -------- | ---------- | ---------- | ----- | ----- | -------- | -------- |
| Guadalajara              | 2006–07          | Primera División de México | 8         | 1         | —    | —     | —        | —        | 1          | 0          | —     | —     | 9        | 1        |
| Guadalajara              | 2007–08          | Primera División de México | 6         | 0         | —    | —     | —        | —        | 4          | 0          | —     | —     | 10       | 0        |
| Guadalajara              | 2008–09          | Primera División de México | 22        | 4         | 3    | 0     | —        | —        | 7          | 3          | —     | —     | 32       | 7        |
| Guadalajara              | 2009–10          | Primera División de México | 28        | 21        | —    | —     | —        | —        | —          | —          | —     | —     | 28       | 21       |
| Guadalajara              | Összesen         | Összesen                   | 64        | 26        | 3    | 0     | —        | —        | 12         | 3          | —     | —     | 79       | 29       |
| Manchester United        | 2010–11          | Premier League             | 27        | 13        | 5    | 1     | 3        | 1        | 9          | 4          | 1     | 1     | 45       | 20       |
| Manchester United        | 2011–12          | Premier League             | 28        | 10        | 1    | 0     | —        | —        | 7          | 2          | —     | —     | 36       | 12       |
| Manchester United        | 2012–13          | Premier League             | 22        | 10        | 6    | 4     | 2        | 1        | 6          | 3          | —     | —     | 36       | 18       |
| Manchester United        | 2013–14          | Premier League             | 24        | 4         | 1    | 1     | 5        | 4        | 5          | 0          | —     | —     | 35       | 9        |
| Manchester United        | 2014–15          | Premier League             | 1         | 0         | —    | —     | 1        | 0        | —          | —          | —     | —     | 2        | 0        |
| Manchester United        | 2015–16          | Premier League             | 1         | 0         | —    | —     | —        | —        | 2          | 0          | —     | —     | 3        | 0        |
| Manchester United        | Összesen         | Összesen                   | 103       | 37        | 13   | 6     | 11       | 6        | 29         | 9          | 1     | 1     | 157      | 59       |
| Real Madrid (kölcsönben) | 2014–15          | La Liga                    | 23        | 7         | 2    | 1     | —        | —        | 8          | 1          | —     | —     | 33       | 9        |
| Bayer Leverkusen         | 2015–16          | Bundesliga                 | 28        | 17        | 3    | 4     | —        | —        | 9          | 5          | —     | —     | 40       | 26       |
| Bayer Leverkusen         | 2016–17          | Bundesliga                 | 26        | 11        | 2    | 1     | —        | —        | 8          | 1          | —     | —     | 36       | 13       |
| Bayer Leverkusen         | Összesen         | Összesen                   | 54        | 28        | 5    | 5     | —        | —        | 17         | 6          | —     | —     | 76       | 39       |
| West Ham United          | 2017–18          | Premier League             | 28        | 8         | 2    | 0     | 3        | 0        | —          | —          | —     | —     | 33       | 8        |
| West Ham United          | 2018–19          | Premier League             | 25        | 7         | 1    | 0     | 2        | 1        | —          | —          | —     | —     | 28       | 8        |
| West Ham United          | 2019–20          | Premier League             | 2         | 1         | —    | —     | —        | —        | —          | —          | —     | —     | 2        | 1        |
| West Ham United          | Összesen         | Összesen                   | 55        | 16        | 3    | 0     | 5        | 1        | —          | —          | —     | —     | 63       | 17       |
| Sevilla                  | 2019–20          | La Liga                    | 9         | 1         | 2    | 0     | —        | —        | 4          | 2          | —     | —     | 15       | 3        |
| LA Galaxy                | 2020             | Major League Soccer        | 12        | 2         | —    | —     | —        | —        | —          | —          | —     | —     | 12       | 2        |
| LA Galaxy                | 2021             | Major League Soccer        | 21        | 17        | —    | —     | —        | —        | —          | —          | —     | —     | 21       | 17       |
| LA Galaxy                | 2022             | Major League Soccer        | 21        | 9         | 3    | 1     | —        | —        | —          | —          | —     | —     | 24       | 10       |
| LA Galaxy                | Összesen         | Összesen                   | 54        | 28        | 3    | 1     | —        | —        | —          | —          | —     | —     | 57       | 29       |
| Karrier összesen         | Karrier összesen | Karrier összesen           | 362       | 143       | 31   | 13    | 16       | 7        | 70         | 21         | 1     | 1     | 480      | 185      |

### Mérkőzései a válogatottban
| Mexikó | Mexikó               | Mexikó                                          | Mexikó                  | Mexikó   | Mexikó              | Mexikó                          | Mexikó | Mexikó          |
| #      | Dátum                | Helyszín                                        | Hazai                   | Eredmény | Vendég              | Kiírás                          | Gólok  | Esemény         |
| ------ | -------------------- | ----------------------------------------------- | ----------------------- | -------- | ------------------- | ------------------------------- | ------ | --------------- |
| 1.     | 2009. szeptember 30. | Dallas, Cotton Bowl                             | Mexikó                  | 1 – 2    | Kolumbia            | barátságos                      | 0      | 56'             |
| 2.     | 2010. február 24.    | San Francisco, Candlestick Park                 | Mexikó                  | 5 – 0    | Bolívia             | barátságos                      | 2      | 12' 20' 46'     |
| 3.     | 2010. március 3.     | Pasadena, Rose Bowl                             | Mexikó                  | 2 – 0    | Új-Zéland           | barátságos                      | 1      | 46' 53'         |
| 4.     | 2010. március 18.    | Torreón, Estadio TSM Corona                     | Mexikó                  | 2 – 1    | Észak-Korea         | barátságos                      | 1      | 68' 84'         |
| 5.     | 2010. május 7.       | New Jersey, New Meadowlands                     | Mexikó                  | 0 – 0    | Ecuador             | barátságos                      | 0      |                 |
| 6.     | 2010. május 10.      | Chicago, Soldier Field                          | Mexikó                  | 1 – 0    | Szenegál            | barátságos                      | 0      |                 |
| 7.     | 2010. május 13.      | Houston, Reliant Stadium                        | Mexikó                  | 1 – 0    | Angola              | barátságos                      | 0      | 75'             |
| 8.     | 2010. május 16.      | Mexikóváros, Estadio Azteca                     | Mexikó                  | 1 – 0    | Chile               | barátságos                      | 0      |                 |
| 9.     | 2010. május 24.      | London, Wembley Stadion                         | Anglia                  | 3 – 1    | Mexikó              | barátságos                      | 0      | 46'             |
| 10.    | 2010. május 26.      | Freiburg, Badenova Stadion                      | Hollandia               | 2 – 1    | Mexikó              | barátságos                      | 1      | 74'             |
| 11.    | 2010. május 30.      | Bayreuth, Hans-Walter-Wild-Stadion              | Mexikó                  | 5 – 1    | Gambia              | barátságos                      | 2      | 17' 50' 55'     |
| 12.    | 2010. június 3.      | Brüsszel, Baldvin király Stadion                | Olaszország             | 1 – 2    | Mexikó              | barátságos                      | 0      | 12' 70'         |
| 13.    | 2010. június 11.     | Johannesburg, Soccer City                       | Dél-afrikai Köztársaság | 1 – 1    | Mexikó              | vb-csoportkör                   | 0      | 72'             |
| 14.    | 2010. június 17.     | Polokwane, Peter Mokaba Stadion                 | Franciaország           | 0 – 2    | Mexikó              | vb-csoportkör                   | 1      | 54' 63'         |
| 15.    | 2010. június 22.     | Rustenburg, Royal Bafokeng Stadion              | Mexikó                  | 0 – 1    | Uruguay             | vb-csoportkör                   | 0      | 63' 77'         |
| 16.    | 2010. június 27.     | Johannesburg, Soccer City                       | Argentína               | 3 – 1    | Mexikó              | vb-nyolcaddöntő                 | 1      | 71'             |
| 17.    | 2010. augusztus 11.  | Mexikóváros, Estadio Azteca                     | Mexikó                  | 1 – 1    | Spanyolország       | barátságos                      | 1      | 12' 46'         |
| 18.    | 2010. szeptember 4.  | Zapopan, Estadio Omnilife                       | Mexikó                  | 1 – 2    | Ecuador             | barátságos                      | 0      | 77'             |
| 19.    | 2010. szeptember 7.  | San Nicolás de los Garza, Estadio Universitario | Mexikó                  | 1 – 0    | Kolumbia            | barátságos                      | 0      | 72'             |
| 20.    | 2010. október 12.    | Ciudad Juárez, Estadio Olímpico Benito Juárez   | Mexikó                  | 2 – 2    | Venezuela           | barátságos                      | 1      | 34'             |
| 21.    | 2011. február 9.     | Atlanta, Georgia Dome                           | Mexikó                  | 2 – 0    | Bosznia-Hercegovina | barátságos                      | 1      | 48' 80'         |
| 22.    | 2011. március 26.    | Oakland, Oakland Coliseum                       | Mexikó                  | 3 – 1    | Paraguay            | barátságos                      | 2      | 7' 34' 65'      |
| 23.    | 2011. március 29.    | San Diego, Qualcomm Stadium                     | Mexikó                  | 1 – 1    | Venezuela           | barátságos                      | 0      | 46'             |
| 24.    | 2011. június 5.      | Arlington, Cowboys Stadium                      | Salvador                | 0 – 5    | Mexikó              | CONCACAF-aranykupa, csoportkör  | 3      | 28' 60' 66' 93' |
| 25.    | 2011. június 9.      | Charlotte, Bank of America Stadion              | Kuba                    | 0 – 5    | Mexikó              | CONCACAF-aranykupa, csoportkör  | 2      | 35' 76'         |
| 26.    | 2011. június 12.     | Chicago, Soldier Field                          | Mexikó                  | 4 – 1    | Costa Rica          | CONCACAF-aranykupa, csoportkör  | 0      | 83'             |
| 27.    | 2011. június 18.     | East Rutherford, New Meadowlands Stadium        | Mexikó                  | 2 – 1    | Guatemala           | CONCACAF-aranykupa, negyeddöntő | 1      | 66'             |
| 28.    | 2011. június 22.     | Houston, Reliant Stadion                        | Honduras                | 0 – 2    | Mexikó              | CONCACAF-aranykupa, elődöntő    | 1      | 99'             |
| 29.    | 2011. június 25.     | Pasadena, Rose Bowl                             | Egyesült Államok        | 2 – 4    | Mexikó              | CONCACAF-aranykupa, döntő       | 0      |                 |
| 30.    | 2011. szeptember 2.  | Varsó, Pepsi Arena                              | Lengyelország           | 1 – 1    | Mexikó              | barátságos                      | 1      | 34' 46'         |
| 31.    | 2011. szeptember 4.  | Barcelona, Estadi Cornellà-El Prat              | Mexikó                  | 1 – 0    | Chile               | barátságos                      | 0      | 46'             |
| 32.    | 2011. október 11.    | Torreón, Estadio TSM Corona                     | Mexikó                  | 1 – 2    | Brazília            | barátságos                      | 0      | 50'             |
| 33.    | 2011. november 11.   | Santiago de Querétaro, Estadio Corregidora      | Mexikó                  | 2 – 0    | Szerbia             | barátságos                      | 1      | 88' 89'         |
| 34.    | 2012. február 29.    | Miami Gardens, Sun Life Stadium                 | Mexikó                  | 0 – 2    | Kolumbia            | barátságos                      | 0      | 72'             |
| 35.    | 2012. május 31.      | Chicago, Soldier Field                          | Mexikó                  | 2 – 1    | Bosznia-Hercegovina | barátságos                      | 1      | 61' 92'         |
| 36.    | 2012. június 3.      | Arlington, Cowboys Stadium                      | Mexikó                  | 2 – 0    | Brazília            | barátságos                      | 1      | 32' 77'         |
| 37.    | 2012. június 8.      | Mexikóváros, Estadio Azteca                     | Mexikó                  | 3 – 1    | Guyana              | vb-selejtező                    | 0      |                 |
| 38.    | 2012. június 12.     | San Salvador, Estadio Cuscatlán                 | Salvador                | 1 – 2    | Mexikó              | vb-selejtező                    | 0      |                 |
| 39.    | 2012. augusztus 15.  | Mexikóváros, Estadio Azteca                     | Mexikó                  | 0 – 1    | Egyesült Államok    | barátságos                      | 0      |                 |
| 40.    | 2012. szeptember 7.  | San José, Estadio Nacional de Costa Rica        | Costa Rica              | 0 – 2    | Mexikó              | vb-selejtező                    | 0      | 76'             |
| 41.    | 2012. szeptember 11. | Mexikóváros, Estadio Azteca                     | Mexikó                  | 1 – 0    | Costa Rica          | vb-selejtező                    | 1      | 60'             |
| 42.    | 2012. október 12.    | Houston, BBVA Compass Stadium (USA)             | Guyana                  | 0 – 5    | Mexikó              | vb-selejtező                    | 1      | 84'             |
| 43.    | 2012. október 16.    | Torreón, Estadio TSM Corona                     | Mexikó                  | 2 – 0    | Salvador            | vb-selejtező                    | 1      | 60' 85'         |
| 44.    | 2013. február 6.     | Mexikóváros, Estadio Azteca                     | Mexikó                  | 0 – 0    | Jamaica             | vb-selejtező                    | 0      |                 |
| 45.    | 2013. március 22.    | San Pedro Sula, Estadio Olímpico                | Honduras                | 2 – 2    | Mexikó              | vb-selejtező                    | 2      | 28' 54' 65'     |
| 46.    | 2013. március 26.    | Mexikóváros, Estadio Azteca                     | Mexikó                  | 0 – 0    | Egyesült Államok    | vb-selejtező                    | 0      |                 |
| 47.    | 2013. május 31.      | Houston, Reliant Stadium                        | Mexikó                  | 2 – 2    | Nigéria             | barátságos                      | 2      | 21' 69' 73'     |
| 48.    | 2013. június 4.      | Kingston, Independence Park                     | Jamaica                 | 0 – 1    | Mexikó              | vb-selejtező                    | 0      | 86'             |
| 49.    | 2013. június 7.      | Panamaváros, Estadio Rommel Fernández           | Panama                  | 0 – 0    | Mexikó              | vb-selejtező                    | 0      | 80'             |
| 50.    | 2013. június 11.     | Mexikóváros, Estadio Azteca                     | Mexikó                  | 0 – 0    | Costa Rica          | vb-selejtező                    | 0      | 31'             |
| 51.    | 2013. június 16.     | Rio de Janeiro, Maracanã Stadion                | Mexikó                  | 1 – 2    | Olaszország         | konföderációs kupa, csoportkör  | 1      | 33'             |
| 52.    | 2013. június 19.     | Fortaleza, Estádio Castelão                     | Brazília                | 2 – 0    | Mexikó              | konföderációs kupa, csoportkör  | 0      |                 |
| 53.    | 2013. június 22.     | Belo Horizonte, Estádio Mineirão                | Japán                   | 1 – 2    | Mexikó              | konföderációs kupa, csoportkör  | 2      | 54' 65'         |
| 54.    | 2013. szeptember 6.  | Mexikóváros, Estadio Azteca                     | Mexikó                  | 1 – 2    | Honduras            | vb-selejtező                    | 0      | 69'             |
| 55.    | 2013. szeptember 10. | Columbus, Columbus Crew Stadium                 | Egyesült Államok        | 2 – 0    | Mexikó              | vb-selejtező                    | 0      |                 |
| 56.    | 2013. október 11.    | Mexikóváros, Estadio Azteca                     | Mexikó                  | 2 – 1    | Panama              | vb-selejtező                    | 0      |                 |
| 57.    | 2013. október 15.    | San José, Estadio Nacional de Costa Rica        | Costa Rica              | 2 – 1    | Mexikó              | vb-selejtező                    | 0      | 56' 59'         |
| 58.    | 2014. március 5.     | Atlanta, Georgia Dome                           | Mexikó                  | 0 – 0    | Nigéria             | barátságos                      | 0      | 45'             |
| 59.    | 2014. május 28.      | Mexikóváros, Estadio Azteca                     | Mexikó                  | 3 – 0    | Izrael              | barátságos                      | 0      | 46'             |
| 60.    | 2014. május 31.      | Arlington, AT&T Stadion                         | Mexikó                  | 3 – 1    | Ecuador             | barátságos                      | 0      | 66'             |
| 61.    | 2014. június 3.      | Chicago, Soldier Field                          | Mexikó                  | 0 – 1    | Bosznia-Hercegovina | barátságos                      | 0      | 80'             |
| 62.    | 2014. június 6.      | Foxborough, Gillette Stadion                    | Mexikó                  | 0 – 1    | Portugália          | barátságos                      | 0      | 58'             |
| 63.    | 2014. június 13.     | Natal, Arena das Dunas                          | Mexikó                  | 1 – 0    | Kamerun             | vb-csoportkör                   | 0      | 73'             |
| 64.    | 2014. június 17.     | Fortaleza, Estádio Castelão                     | Brazília                | 0 – 0    | Mexikó              | vb-csoportkör                   | 0      | 73'             |
| 65.    | 2014. június 23.     | Recife, Arena Pernambuco                        | Horvátország            | 1 – 3    | Mexikó              | vb-csoportkör                   | 1      | 61' 81'         |
| 66.    | 2014. június 29.     | Fortaleza, Estádio Castelão                     | Hollandia               | 2 – 1    | Mexikó              | vb-nyolcaddöntő                 | 0      | 74'             |
| 67.    | 2014. október 9.     | Tuxtla Gutiérrez, Estadio Víctor Manuel Reyna   | Mexikó                  | 2 – 0    | Honduras            | barátságos                      | 1      | 21' 77'         |
| 68.    | 2014. október 12.    | Santiago de Querétaro, Estadio Corregidora      | Mexikó                  | 1 – 0    | Panama              | barátságos                      | 0      | 80'             |
| 69.    | 2014. november 12.   | Amszterdam, Amsterdam ArenA                     | Hollandia               | 2 – 3    | Mexikó              | barátságos                      | 1      | 69' 77'         |
| 70.    | 2014. november 18.   | Bariszav, Bariszav Aréna                        | Fehéroroszország        | 3 – 2    | Mexikó              | barátságos                      | 0      | 80'             |
| 71.    | 2015. március 28.    | Los Angeles, Memorial Coliseum                  | Mexikó                  | 1 – 0    | Ecuador             | barátságos                      | 1      | 13' 82' 93'     |
| 72.    | 2015. március 31.    | Kansas City, Arrowhead Stadion                  | Mexikó                  | 1 – 0    | Paraguay            | barátságos                      | 0      | 58'             |
| 73.    | 2015. június 27.     | Orlando, Citrus Bowl                            | Mexikó                  | 2 – 2    | Costa Rica          | barátságos                      | 1      | 30' 54'         |
| 74.    | 2015. július 1.      | Houston, NRG Stadium                            | Mexikó                  | 0 – 0    | Honduras            | barátságos                      | 0      | 40'             |
| 75.    | 2015. szeptember 8.  | Arlington, AT&T Stadion                         | Mexikó                  | 2 – 2    | Argentína           | barátságos                      | 1      | 19' 66' 77'     |
| 76.    | 2015. október 10.    | Pasadena, Rose Bowl                             | Egyesült Államok        | 2 – 3    | Mexikó              | konföderációs kupa, selejtező   | 1      | 9' 97'          |
| 77.    | 2015. november 13.   | Mexikóváros, Estadio Azteca                     | Mexikó                  | 3 – 0    | Salvador            | vb-selejtező                    | 0      | 60'             |
| 78.    | 2015. november 17.   | San Pedro Sula, Estadio Olímpico Metropolitano  | Honduras                | 0 – 2    | Mexikó              | vb-selejtező                    | 0      | 69'             |
| 79.    | 2016. március 25.    | Vancouver, BC Place Stadion                     | Kanada                  | 0 – 3    | Mexikó              | vb-selejtező                    | 1      | 31' 70'         |
| 80.    | 2016. március 29.    | Mexikóváros, Estadio Azteca                     | Mexikó                  | 2 – 0    | Kanada              | vb-selejtező                    | 0      | 65'             |
| 81.    | 2016. május 28.      | Atlanta, Georgia Dome                           | Mexikó                  | 1 – 0    | Paraguay            | barátságos                      | 0      | 56'             |
| 82.    | 2016. június 1.      | San Diego, Qualcomm Stadium                     | Mexikó                  | 1 – 0    | Chile               | barátságos                      | 1      | 78' 86'         |
| 83.    | 2016. június 5.      | Glendale, University of Phoenix Stadium         | Mexikó                  | 3 – 1    | Uruguay             | Copa América, csoportkör        | 0      | 83'             |
| 84.    | 2016. június 9.      | Pasadena, Rose Bowl                             | Mexikó                  | 2 – 0    | Jamaica             | Copa América, csoportkör        | 1      | 18' 78'         |
| 85.    | 2016. június 13.     | Houston, NRG Stadium                            | Mexikó                  | 1 – 1    | Venezuela           | Copa América, csoportkör        | 0      | 68'             |
| 86.    | 2016. június 18.     | Santa Clara, Levi’s Stadion                     | Mexikó                  | 0 – 7    | Chile               | Copa América, negyeddöntő       | 0      |                 |
| 87.    | 2016. november 11.   | Columbus, Mapfre Stadium                        | Egyesült Államok        | 1 – 2    | Mexikó              | vb-selejtező                    | 0      |                 |
| 88.    | 2016. november 15.   | Panamaváros, Estadio Rommel Fernández           | Panama                  | 0 – 0    | Mexikó              | vb-selejtező                    | 0      |                 |
| 89.    | 2017. március 24.    | Mexikóváros, Estadio Azteca                     | Mexikó                  | 2 – 0    | Costa Rica          | vb-selejtező                    | 1      | 7' 66'          |
| 90.    | 2017. március 28.    | Port of Spain, Hasely Crawford Stadion          | Trinidad és Tobago      | 0 – 1    | Mexikó              | vb-selejtező                    | 0      |                 |
| 91.    | 2017. május 27.      | Los Angeles, Los Angeles Memorial Coliseum      | Mexikó                  | 1 – 2    | Horvátország        | barátságos                      | 1      | 66' 87'         |
| 92.    | 2017. június 11.     | Mexikóváros, Estadio Azteca                     | Mexikó                  | 1 – 1    | Egyesült Államok    | vb-selejtező                    | 0      |                 |
| 93.    | 2017. június 18.     | Kazany, Kazany Aréna                            | Portugália              | 2 – 2    | Mexikó              | konföderációs kupa, csoportkör  | 1      | 42'             |
| 94.    | 2017. június 24.     | Kazany, Kazany Aréna                            | Mexikó                  | 2 – 1    | Oroszország         | konföderációs kupa, csoportkör  | 0      |                 |
| 95.    | 2017. június 29.     | Szocsi, Fist Olimpiai Stadion                   | Németország             | 4 – 1    | Mexikó              | konföderációs kupa, elődöntő    | 0      |                 |
| 96.    | 2017. július 2.      | Moszkva, Otkrityije Aréna                       | Portugália              | 2 – 1    | Mexikó              | konföderációs kupa, 3. helyért  | 0      | 85'             |
| 97.    | 2017. szeptember 2.  | Mexikóváros, Estadio Azteca                     | Mexikó                  | 1 – 0    | Panama              | vb-selejtező                    | 0      |                 |
| 98.    | 2017. október 6.     | San Luis Potosí, Estadio Alfonso Lastras        | Mexikó                  | 3 – 1    | Trinidad és Tobago  | vb-selejtező                    | 1      | 88'             |
| 99.    | 2017. november 10.   | Brüsszel, Baldvin király Stadion                | Belgium                 | 3 – 3    | Mexikó              | barátságos                      | 0      | 51'             |
| 100.   | 2018. március 27.    | Arlington, AT&T Stadion                         | Mexikó                  | 0 – 1    | Horvátország        | barátságos                      | 0      |                 |
| 101.   | 2018. május 28.      | Pasadena, Rose Bowl                             | Mexikó                  | 0 – 0    | Wales               | barátságos                      | 0      | 59'             |
| 102.   | 2018. június 9.      | Brøndby, Brøndby Stadion                        | Dánia                   | 2 – 0    | Mexikó              | barátságos                      | 0      | 60'             |
| 103.   | 2018. június 17.     | Moszkva, Luzsnyiki Stadion                      | Németország             | 0 – 1    | Mexikó              | vb-csoportkör                   | 0      |                 |
| 104.   | 2018. június 23.     | Rosztov-na-Donu, Rosztov Aréna                  | Dél-Korea               | 1 – 2    | Mexikó              | vb-csoportkör                   | 1      | 66'             |
| 105.   | 2018. június 27.     | Jekatyerinburg, Központi stadion                | Mexikó                  | 0 – 3    | Svédország          | vb-csoportkör                   | 0      |                 |
| 106.   | 2018. július 2.      | Szamara, Szamara Aréna                          | Brazília                | 2 – 0    | Mexikó              | vb-nyolcaddöntő                 | 0      | 60'             |
| 107.   | 2019. március 22.    | San Diego, SDCCU Stadium                        | Mexikó                  | 3 – 1    | Chile               | barátságos                      | 0      | 75'             |
| 108.   | 2019. március 26.    | Santa Clara, Levi’s Stadium                     | Mexikó                  | 4 – 2    | Paraguay            | barátságos                      | 1      | 24' 78'         |
| 109.   | 2019. szeptember 6.  | East Rutherford, MetLife Stadium                | Egyesült Államok        | 0 – 3    | Mexikó              | barátságos                      | 1      | 21' 74' 87'     |
|        | Összesen             |                                                 |                         | 109      | mérkőzés            |                                 | 52     | gól             |

## Sikerei, díjai

### CD Guadalajara
- Mexikói bajnok: 2006 Apertura
- InterLiga győztese: 2009

### Manchester United
- Premier League-bajnok: 2011, 2013
- FA Community Shield-győztes: 2010, 2011

### Real Madrid
- FIFA-klubvilágbajnokság 2014

### Sevilla
- Európa-liga: 2019–2020

### Válogatott
- CONCACAF-aranykupa-győztes: 2011, 2015

### Egyéni sikerek
- A mexikói bajnokság gólkirálya: 2010 Bicentenario bajnokság
- Balón de Oro (legjobb csatár): 2010 Bicentenario bajnokság
- Sir Matt Busby-díj: 2011
- Bundesliga Idol: 2015
- Bundesliga – A szezon csapata: 2015–2016
- Bundesliga – A hónap játékosa: 2015. november, 2015. december, 2016. január, 2016. szeptember, 2017. február
- MLS All-Star: 2022
- MLS – A hónap játékosa: 2021. április/május
- CONCACAF-aranykupa gólkirálya: 2011
- CONCACAF-aranykupa legértékesebb játékosa: 2011
- A CONCACAF-zónában az év legjobb játékosa: 2015[46]
- CONCACAF Legjobb Tizenegy: 2015
- IFFHS World Goalgetter: 2011
- IFFHS CONCACAF legnépszerűbb játékosa: 2011
- IFFHS CONCACAF Az évtized csapata: 2011–2020